# باز ریز
باز ریز (نام علمی: Accipiter superciliosus) یک پرنده شکاری کوچک روزگردی است که در جنگل‌ها یا نزدیک آن‌ها، عمدتاً مرطوب، در بسیاری از مناطق نوگرمسیری یافت می‌شود. این پرنده در درجه نخست پرنده‌خوار است و به شکار مگس‌مرغ معروف است.

## آرایه‌شناسی
دو زیرگونه از باز ریز وجود دارد که توسط آند شمالی از هم جدا شده‌اند. این دو به‌طور قابل توجهی در طول نسبی دم متفاوت هستند. تفاوت در اندازه و رنگ کم است و شناسایی آن دشوار است.
- زیرگونه superciliosus در شرق آند در آمریکای جنوبی یافت می‌شود. اندکی بزرگتر از این دو زیرگونه است، رنگ پریده‌تر است و در قسمت زیرین نوارهای پراکنده و خاکستری دارد.
- زیرگونه fontanieri از نیکاراگوئه تا غرب اکوادور یافت می‌شود. تا حدودی کوچکتر و تیره‌تر از زیرگونه نمادین A. s. superciliosus، با دم کوتاه‌تر و نوار تیزتر و سیاه‌تر در زیر است.

"باز ریز" و آن گونه‌های خواهر، باز نیم‌طوق ساکن در بلندیها ("A" collaris)، به صورت یک بالاگونه superspecies هستند.
باز ریز تنها گونه از سرده بازها است که هنوز مورد مطالعه قرار نگرفته و دارای سوراخ بزرگ پروکوراکوئید است. همچنین از نظر کالبدشناسی و توالی DNA با «بازگنجشگ‌های نمادین» متفاوت است. در نتیجه، نام قدیمی آن Hieraspiza superciliosa ممکن است مناسب‌تر باشد.

## ویژگی‌های ریخت‌شناسی
«باز ریز» به درستی نامگذاری شده‌است. اندازه نرها فقط ۲۰ سانتیمتر (۷٫۹ اینچ)، تقریباً به اندازه یک سار معمولی است، اگرچه ماده‌ها کمی بزرگتر و ۲۶٫۵ سانتی‌متر (۱۰٫۵) هستند. این یکی از کوچکترین شکارچیان واقعی در جهان است و یکی از کوچک‌ترین گونه‌های بازها است، اگرچه «بازگنجشک کوچک آفریقایی» اندازه مشابه یا حتی کوچکتر دارد. وزن پرندگان بین ۷۵ تا ۱۲۰ گرم (۲٫۶ تا ۴٫۲ اونس) مانند بسیاری از شکارچیاندودیسی جنسی قابل توجهی در اندازه وجود دارد، با اندازه‌گیری ماده‌ها تا ۲۵٪ بلندتر و تا ۶۰٪ سنگین‌تر از نرها است.
«باز ریز» نر بالغ در بالا خاکستری تیره، با صورت خاکستری خالدار، نوار ابرویی خاکستری کم‌رنگ‌تر، و تاج و گردن مایل به سیاه است. قسمت زیرین سفید با نوارهای خاکستری ریز پوشیده شده‌است، به جز گلوی بدون نشانه. دم بلند تیره با سه نوار خاکستری کم‌رنگ‌تر است. ماده‌های بالغ شبیه به هم هستند، اما در بالا قهوه‌ای‌تر با زیرتنه نخودی‌تر و نوارهای قهوه‌ای در زیر هستند.
پرندگان نابالغ در دو ریخت (مورف) ظاهر می‌شوند: قهوه‌ای و حنایی. پرندگان مورف قهوه‌ای در بالا به رنگ قهوه‌ای دودی تیره، سیاه و سفید و در زیر سفید، به شدت با دارچین پوشیده شده‌اند. نابالغ‌های مورف حنایی بیشتر بلوطی‌رنگ هستند و روی قسمت‌های زیرین آن با حنایی (به جای دارچینی) پوشانده شده‌است. آنها همچنین نسبت به پرندگان مورف قهوه‌ای، سرهای تیره‌تر و دم‌های رنگین روشن‌تری دارند.
نرمه بینی و پاها در تمام سنین زرد و نوک که نسبتاً سنگین است خاکستری است. بزرگسالان عنبیه قرمز یا قهوه‌ای قرمز دارند، در حالی که افراد نابالغ اغلب مایل به زرد هستند.
برخلاف بسیاری از بازها، دم باز ریز کاملاً کوتاه است. در نوک پرهای آن مربع یا دارای خم درونی شده‌است. بال‌های آن متوسط و نوک‌تیز و پاها و انگشتانش بلند است.

## زیستگاه و پراکنش
«بازهای ریز» به صورت تکه‌تکه از شرق نیکاراگوئه تا غرب اکوادور، شمال بولیوی، شمال آرژانتین، پاراگوئه و جنوب برزیل پراکنده شده‌اند. آنها به جنگل‌های مرطوب و مرطوب دشت (شامل رشد دوم) و کوهپایه‌های جنگلی از سطح دریا تا حدود ۱۸۰۰ متر (۵۹۰۰ فوت) دیده می‌شوند، اگرچه بیشتر رکوردها از ارتفاعات زیر ۱۰۰۰ متر (۳۳۰۰ فوت) به دست می‌آیند.

## رفتار
در صبح‌های صاف (و گاهی اوقات در اواخر بعدازظهر)، «باز ریز» گاهی بر روی شاخه‌های باز بلندی آفتاب می‌گیرد. گاهی اوقات، جفت‌ها با هم آفتاب می‌گیرند. در غیر این صورت، این یک گونه مخفی است و به راحتی نادیده گرفته می‌شود. به‌طور کلی از یک سوف شکار می‌کند، که در هر نقطه از زیر درختان تا سایبان قرار دارد، البته اغلب در طبقه میانی. هنگام شکار در شرایط رشد کم، اغلب به سرعت از یک سوف به دیگری می‌چرخد. این یک پرواز سریع است. به‌جای سرعت معمولی فلپ-فلپ-گلاید گیرنده‌ها، چند فلپ سریع ایجاد می‌کند و سپس قبل از تکان دادن دوباره بال‌هایش را برای مدت کوتاهی می‌بندد. شاهین‌های کوچک گهگاه بر فراز سایه بان جنگل اوج می‌گیرند.

### رژیم غذایی
مانند همه بازها، باز ریز عمدتاً از پرندگان تغذیه می‌کند. مرغ مگس و گنجشک‌سانان کوچک را شکار می‌کند، معمولاً از یک مکان مخفی خارج می‌شوند تا در حین عبور آنها را ربوده، اما همچنین در هنگام نشستن پرندگان کوچکتر به آنها کمین می‌کنند. شواهدی وجود دارد که نشان می‌دهد این پرنده به‌طور منظم نشستن برخی از مرغ‌های مگس را یادمی‌گیرد و در آنجا برای آنها شکار می‌کند. با این حال، این گونه را نمی‌توان یک شکارچی متخصص مرغ مگس در نظر گرفت. برخی از افراد جوندگان و خفاش‌ها را نیز شکار می‌کنند.

### زادآوری
اطلاعات کمی در مورد زیست‌شناسی زادآوری «باز ریز» وجود دارد. فصل تولیدمثل آنها بسته به محل آنها ممکن است متفاوت باشد. از پاناما تا کلمبیا، ظاهراً بین فوریه و ژوئن انجام می‌شود، در حالی که در قسمت جنوبی محدوده پراکنش، ممکن است از اکتبر تا ژانویه باشد. آنها به ساختن لانه با چوب‌ها معروفند، حداقل گاهی اوقات در تاج درختان بلند. در ونزوئلا، سابقه لانه‌سازی یک جفت در لانه باز طوق‌سیاه وجود دارد. ماده‌ها یک تا سه تخم سفید مایل به آبی، با رگه‌های کم‌رنگ و قهوه‌ای خالدار می‌گذارند. دوره جوجه‌کشی و پرواز جوجه‌ها شناخته شده نیست.

### آواسازی
ندای باز ریز یک سری نت‌های تیز، بلند و تا حدودی پراکنده از 20 – ۳۰ تایی ناهموار است. پس از چند نت شتاب‌دهنده اولیه، تماس در یک ریتم ثابت قرار می‌گیرد که به صورت‌های مختلف caucau-ca-ca-ca، کیر-کیر-کیر یا کر-ری-ری-ری تولید می‌شود.